# Teff
Eragrostis tef
Espèce
Classification APG II (2003)
Eragrostis tef, le teff ou tef, est une espèce de plantes à fleurs monocotylédones de la famille des Poaceae (graminées), cultivée comme céréale secondaire en Afrique. Cette plante, originaire des hauts-plateaux d'Érythrée et Éthiopie, où elle est l'ingrédient de base de l’injera (sorte de crêpe) ou de la bière t'ella, a des graines de très petite taille ; on dit qu'une poignée suffit pour ensemencer un champ entier. Ces graines dépourvues de gluten sont précieuses pour les personnes tenues de suivre un régime sans gluten.

## Histoire

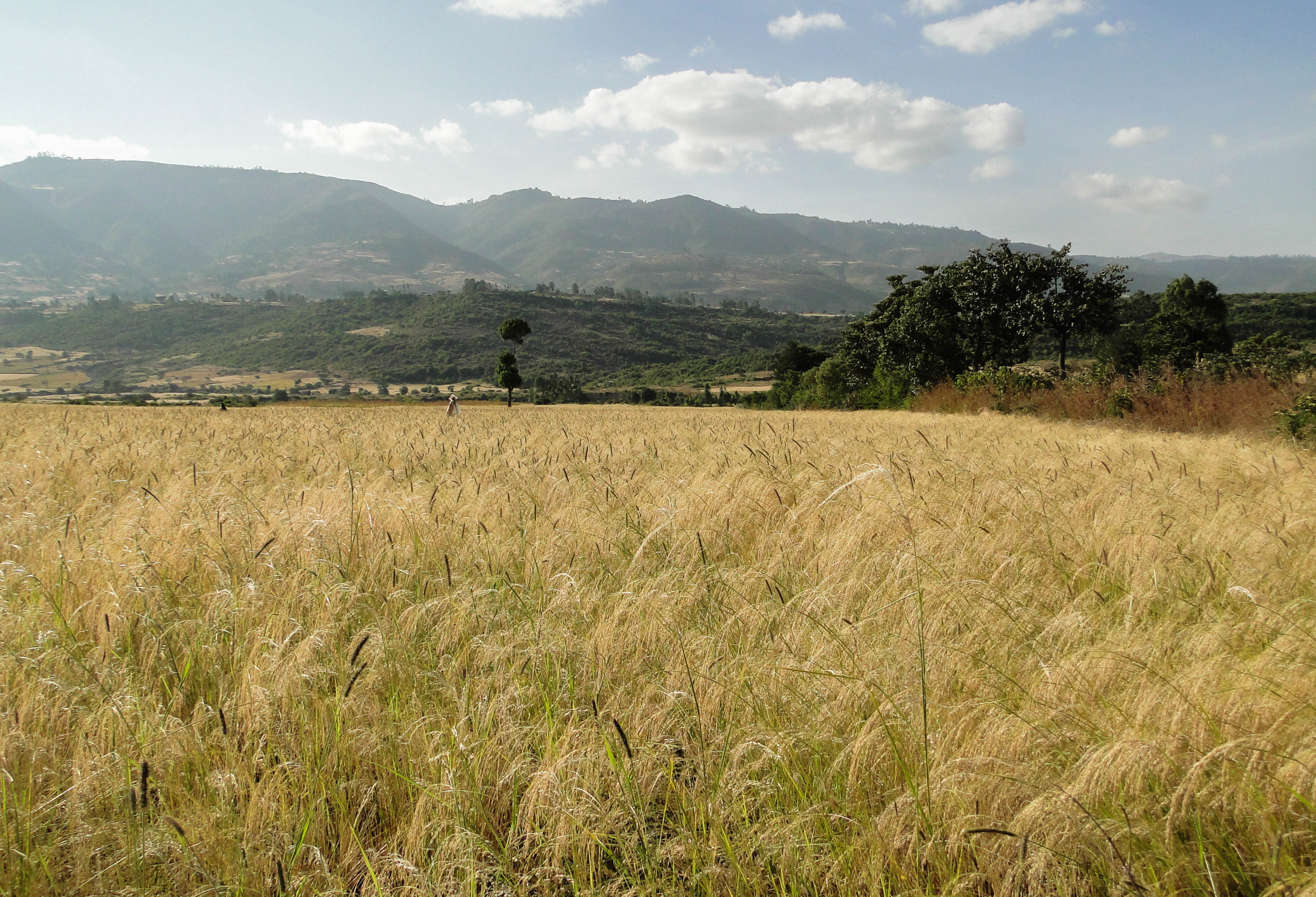
Champ de teff en Éthiopie.

Le teff est l'une des premières espèces de plantes domestiquées.
L'origine du teff se situe vraisemblablement en Éthiopie entre 4000 et 1000 avant Jésus-Christ. Les preuves génétiques désignent Eragrostis pilosa comme l'ancêtre sauvage le plus probable.
L'identification au XIXe siècle de graines de teff provenant d'un site égyptien antique est maintenant considérée comme douteuse ; les graines en question (qui ne sont plus disponibles pour l'étude) sont plus probablement issues de Eragrostis aegyptiaca, espèce de graminée sauvage commune en Égypte.
En juillet 2018, le gouvernement éthiopien intente une action en justice pour faire annuler le brevet déposé en 2007  par des entrepreneurs néerlandais sur la fabrication de la farine de teff, production pourtant millénaire, brevet qui bloque l'exportation de la graine de teff, naturellement dépourvue de gluten, vers plusieurs pays.

## Distribution et habitat
L'aire de répartition originelle d’Eragrostis tef se situe dans les régions tropicales du Nord-Est de l'Afrique, plus précisément dans les hauts plateaux du Nord de l'Éthiopie, où cette céréale a été domestiquée et est toujours cultivée,.
Le teff est adapté à des milieux divers, depuis des environnements sujets à la sécheresse jusqu'à des conditions de sols gorgés d'eau. La production maximale de teff se produit à des altitudes comprises entre 1800 et 2100 mètres, avec des précipitations pendant la saison de croissance allant de 450 à 550 mm et une plage de températures comprises entre 10 et 27 °C. Le teff est sensible à l'éclairement et préfère un ensoleillement de 12 heures par jour.

## Culture

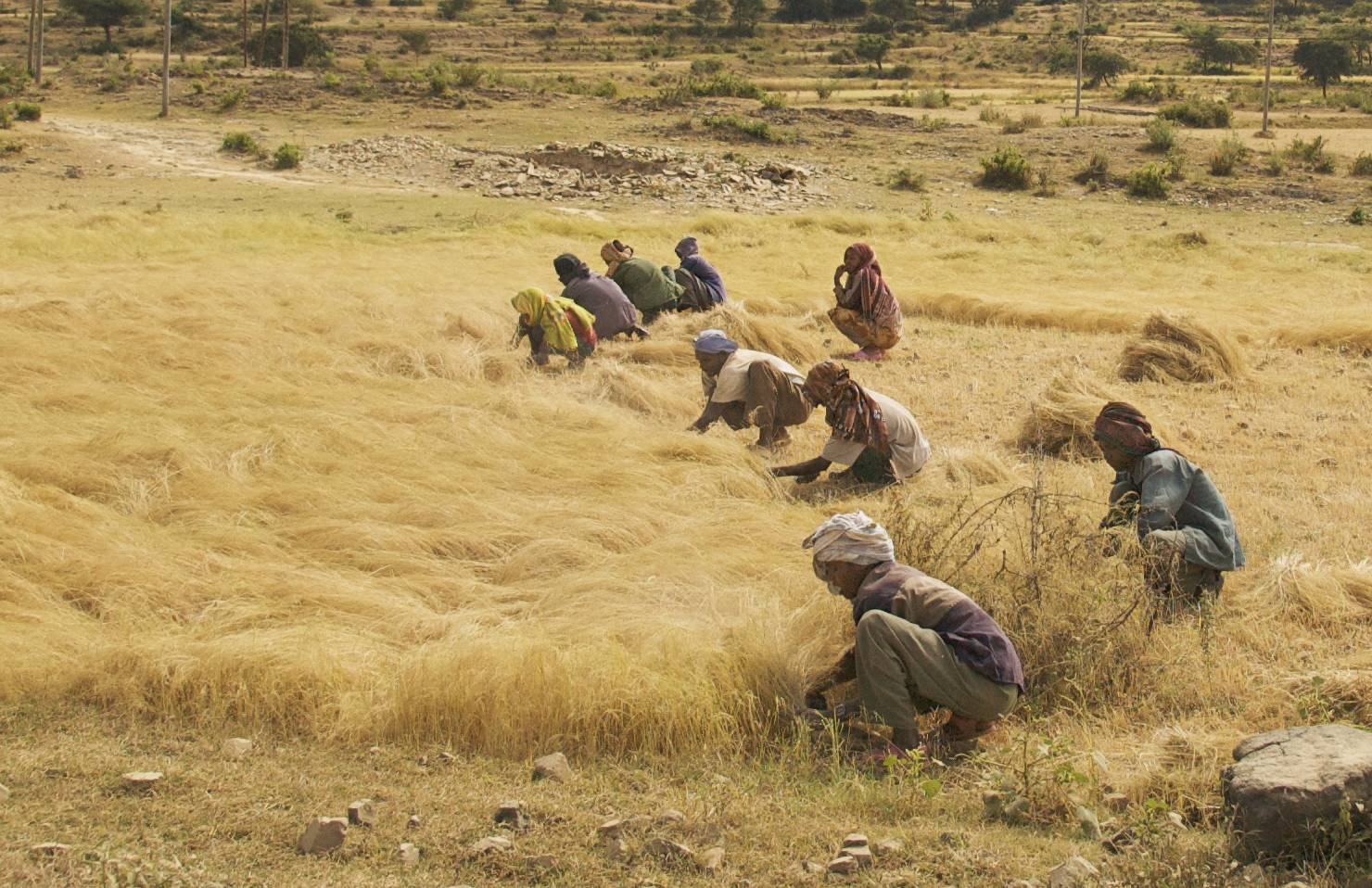
Récolte traditionnelle du teff en Éthiopie, octobre 2007

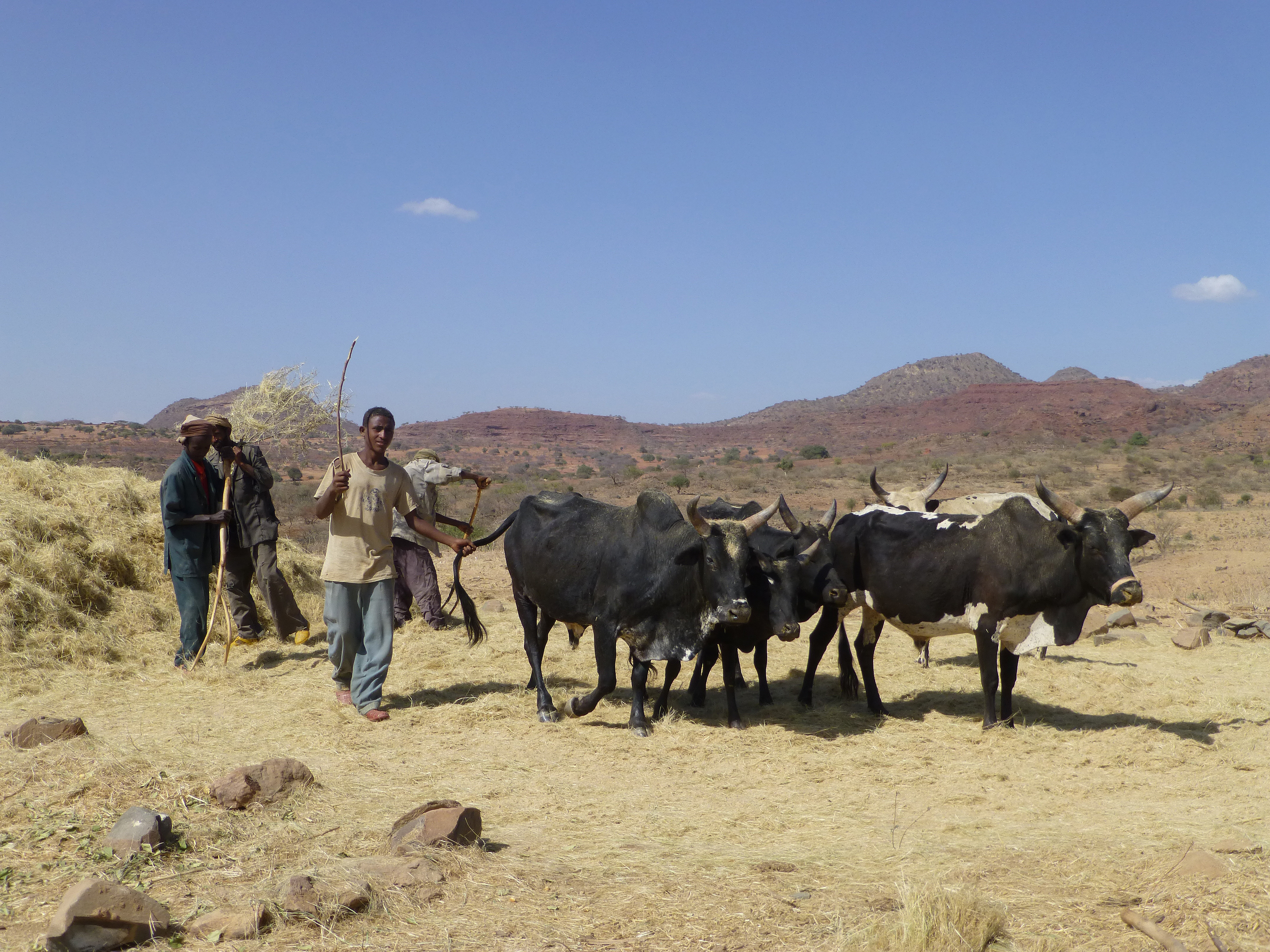
Battage du teff à l'aide d'animaux marchant sur la récolte

La culture du teff demande beaucoup de travail et la petite taille de ses graines rend difficile leur manipulation et leur transport sans perte. En Éthiopie, le teff est principalement produit pendant la principale saison des pluies, entre juillet et novembre. Il est connu sous le nom de " culture d'urgence " parce qu'il est planté tard dans la saison, lorsque les températures sont plus chaudes et que la plupart des autres cultures ont déjà été plantées. La germination du teff a généralement lieu 3 à 12 jours après le semis. Les températures optimales de germination se situent entre 15 et 35 °C ; en dessous de 10 °C, la germination n'a pratiquement pas lieu. Le teff est traditionnellement semé ou épandu à la main, sur un sol ferme et humide. La densité de semis habituelle varie de 15 à 20 kg/ha, bien que les agriculteurs puissent semer jusqu'à 50 kg/ha, car les graines sont difficiles à répartir uniformément et une densité de semis plus élevée permet de réduire la concurrence des mauvaises herbes à un stade précoce. Les graines sont soit laissées à la surface du sol, soit légèrement recouvertes d'une fine couche de terre, mais ne doivent pas être plantées à une profondeur supérieure à 1 cm. Le champ peut ensuite être roulé. Le semis peut également être effectué mécaniquement ; la plantation en ligne réduit la verse.
Les doses de fertilisation recommandées sont de 25 à 60 kg/ha pour l'azote et de 10 à 18 kg/ha pour le phosphore. Le teff réagit davantage à l'azote qu'au phosphore ; ainsi, des apports élevés d'azote augmentent la production de biomasse et la taille des plantes, ce qui accroît la verse. Pour éviter cela, les agriculteurs peuvent réduire les apports d'azote, cultiver le teff après une culture de légumineuses ou ajuster le moment des semis de sorte que les pluies aient cessé lorsque la culture atteint le stade de l'épiaison. En Éthiopie, le teff est couramment utilisé dans les rotations de cultures avec d'autres céréales et légumineuses.
Le teff est récolté 2 à 6 mois après le semis, lorsque les parties végétatives commencent à jaunir. Si le teff est récolté après sa maturation, les graines tomberont, surtout en cas de vent ou de pluie. En Éthiopie, la récolte s'étend de novembre à janvier ; elle est généralement effectuée manuellement, à l'aide de faucilles. Les agriculteurs coupent les plantes à la surface du sol, les empilent dans le champ et les transportent jusqu'à l'aire de battage. Le battage du teff se fait traditionnellement à l'aide d'animaux marchant sur la récolte. Certains agriculteurs louent également des batteuses utilisées pour d'autres céréales. Les graines sont faciles à stocker, car elles sont résistantes à la plupart des parasites pendant le stockage. Les graines de teff peuvent rester viables plusieurs années si l'on évite le contact direct avec l'humidité et le soleil. Les rendements moyens en Éthiopie atteignent environ deux tonnes par hectare. Une seule inflorescence peut produire jusqu'à 1 000 graines, et une plante jusqu'à 10 000. En outre, le teff offre des opportunités prometteuses pour les programmes de sélection : la première version du génome d'Eragrostis tef a été publiée en 2014 et les instituts de recherche ont commencé à sélectionner des variétés plus résistantes. En 1996, le Conseil national de la recherche des États-Unis a caractérisé le teff comme ayant le " potentiel d'améliorer la nutrition, de renforcer la sécurité alimentaire, d'encourager le développement rural et de soutenir l'entretien durable des terres ".

## Synonymes
Selon Catalogue of Life (16 juillet 2018) :
- Cynodon abyssinicus (Jacq.) Raspail
- Eragrostis abessinica Link, orth. var.
- Eragrostis abyssinica (Jacq.) Link
- Eragrostis abyssinica var. alba Hochst. ex Chiov.
- Eragrostis abyssinica var. viriidis Hochst. ex Chiov.
- Eragrostis pilosa subsp. abyssinica (Jacq.) Asch. & Graebn.
- Eragrostis pilosa var. tef (Zuccagni) Fiori
- Eragrostis tef subsp. spiciformis (Serp.) Portal & H.Scholz
- Eragrostis tef f. spiciformis Serp.
- Poa abyssinica Jacq.
- Poa cerealis Salisb., nom. superfl.
- Poa flaccida Moench ex Steud., pro syn.
- Poa radicans Moench
- Poa tef Zuccagni

## Utilisation

### Alimentation humaine

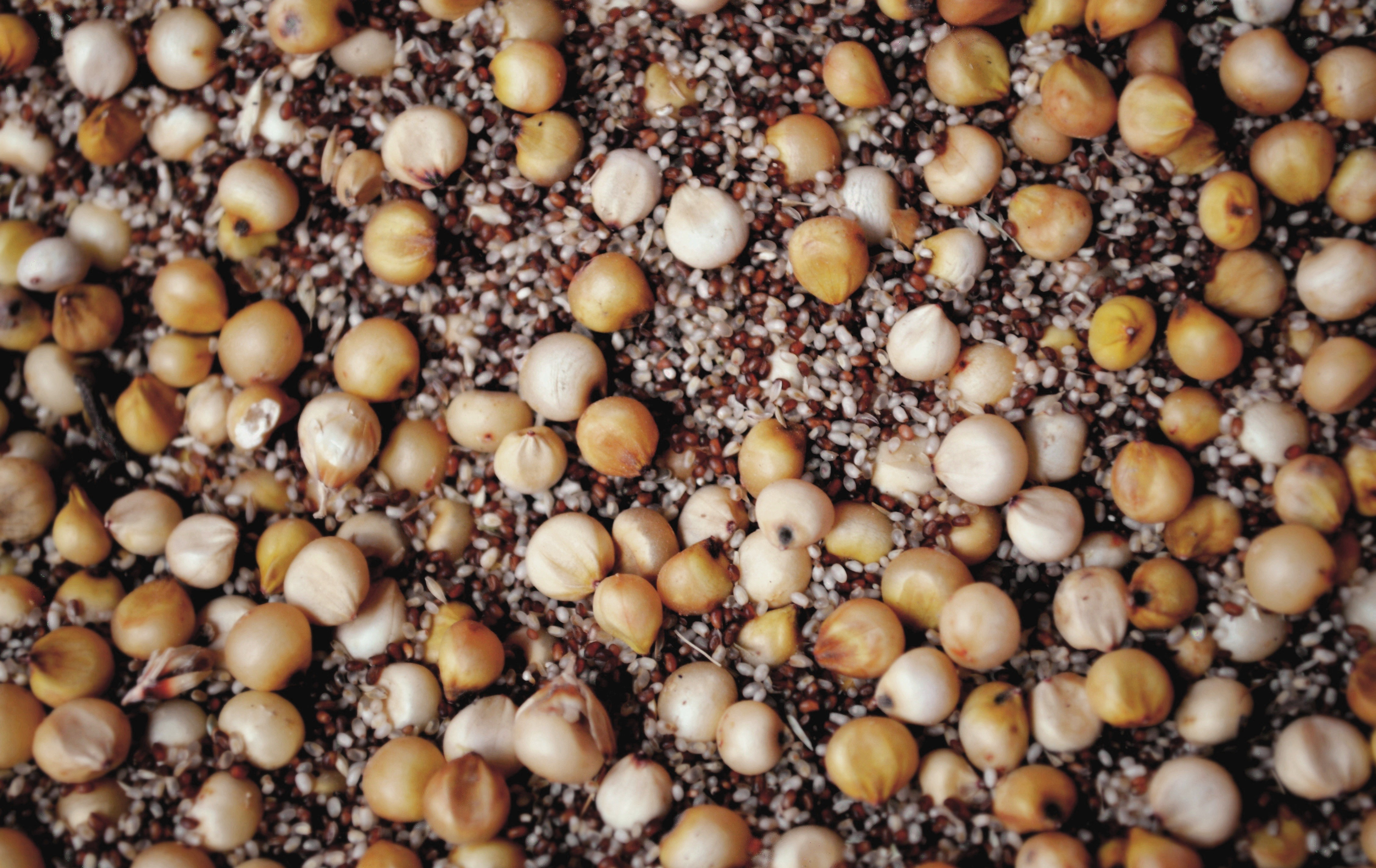
Teff et sorgho sont les ingrédients de la bière Tella.

Le teff est une graine particulièrement petite (moins d'un millimètre de diamètre) ce qui facilite la plantation, mais également le temps de cuisson qui serait plus rapide par rapport à des graines plus larges. Le teff est relativement nouveau dans les pays en développement, mais il commence à se faire connaître mondialement du fait qu’il ne possède pas de gluten.
La graine de teff vient en différentes couleurs telles que le violet, le gris, le rouge ou encore le jaune/brun. Elle a un goût qui est, selon certains[Qui ?], acide lorsqu’elle est fermentée, tandis qu’inversement, lorsqu’elle ne l’est pas, elle aurait plutôt un goût sucré.
Il est estimé que les Éthiopiens obtiennent deux tiers de leurs protéines à travers le teff qu’ils consomment. Ainsi, le teff est majoritairement utilisé pour faire de l’injera. Cependant, on peut également s’en servir pour préparer des boissons alcoolisées, notamment la tella (sorte de bière). Aujourd’hui, on l'utilise progressivement, à travers le monde, pour en faire toutes sortes de recettes sans gluten telles que des pancakes, du pain, des pâtes, des biscuits, des  gâteaux et autres.

### Valeur nutritionnelle
Voir le tableau ci-contre.
Le teff non cuit contient 9 % d'eau, 73 % de glucides, 9,6 % de protéines, 3 % de fibres alimentaires, 2 % de lipides et 2,9 % de minéraux. Le teff cuit contient 75 % d'eau, 20 % de glucides, 3 % de protéines et moins de 1 % de lipides (tableau). Une portion de référence de 100 grammes (3+1⁄2-once) de teff cuit fournit 420 kilojoules (101 kilocalories) d'énergie alimentaire, est une riche source de protéines, de fibres alimentaires et de manganèse, et contient des quantités modérées de thiamine, de phosphore, de fer, de magnésium et de zinc (tableau). La teneur en fibres du teff est également plus élevée que celle de la plupart des autres céréales.
Bien que le teff ne contienne pas de gluten, une méthode a été mise au point pour transformer le teff en une farine offrant une plus large gamme d'applications boulangères, telles que le pain et les pâtes.